# Patricia Lascelles
Patricia Elizabeth Lascelles, condesa de Harewood (nacida Tuckwell; 24 de noviembre de 1926 – 4 de mayo de 2018) fue una violinista y exmodelo australiana-británica. Fue la viuda del 7.º conde de Harewood, primo de Isabel II del Reino Unido.

## Primeros años y carrera
Nació en Melbourne, hija de Charles Tuckwell, un organista, y su esposa Elizabeth. Es la hermana mayor de Barry Tuckwell.
Tras ser educada en privado, persiguió una carrera en la música como violinista para Sydney Symphony Orchestra.
Fue modelo para Athol Shmith, quien se convirtió en su primer esposo. Mientras estuvieron casados, Patricia a menudo modeló para él, bajo el nombre de Bambi Smith. En 1951, fundó Mannequins' Association of Victoria. También fundó la Bambi Smith Modelling College en Melbourne. Entre sus alumnas destaca Roma Egan. Tras abrir la primera estación televisiva de Melbourne, HSV-7, el 4 de noviembre de 1956, apareció en variedad de programas, incluyendo Beauty is My Business, junto a Mary Parker.

## Vida personal
El 7 de julio de 1948, se casó con Athol Shmith en Melbourne, y tuvieron un hijo, Michael (n. 1949), quien es periodista para The Age. La pareja se divorció en 1957.
Luego se casó con George Lascelles, el 31 de julio de 1967 en New Canaan (Connecticut). La pareja se había conocido en Italia en 1959.
Tuvieron un hijo, Mark, el 5 de julio de 1964, mientras el conde seguía casado con la primera condesa, Marion Stein.

## Condesa de Harewood
Como condesa de Harewood, ayudó a gestionar el asentamiento familiar, Harewood House en Yorkshire, desarrollando un centro de conservación de aves y expandiéndolo como atracción turística.
Fue patrono de la Huntington's Disease Association. Fue patrona del Leeds United desde 2011 a 2017 cuando fue nombrada Presidente Honoraria del club; su esposo fue nombrado Presidente de Leeds United desde 1961 hasta su muerte.
La condesa murió en Harewood House el 4 de mayo de 2018.